# Кампестри (Алагоас)
Кампестри (порт. Campestre) — муниципалитет в Бразилии, входит в штат Алагоас. Составная часть мезорегиона Восток штата Алагоас. Входит в экономико-статистический микрорегион Мата-Алагоана. Население составляет 6203 человека. Занимает площадь 150 км².
Праздник города — 25 ноября.

## История
Город основан 25 ноября 1994 года.